# ویتو بونونتره
ویتو بونونتره (۱ ژانویه ۱۸۷۵ - ۱۵ ژوئیه ۱۹۳۰) یک گانگستر نیویورکی و از اعضای ارشد باند بروکلین بود که بعدها به خانواده جنایی بونانو تبدیل شد. او در سال ۱۹۲۱ به عنوان رهبر گروهی معروف به "قاتلان خوب" دستگیر شد، اما سپس آزاد گردید. بونونتره در سال ۱۹۳۰ و در آستانه درگیری بین گروهش و باند رقیب به رهبری جو ماسریا - که بعدها به جنگ کاستلاماره معروف شد - به قتل رسید.

## سال‌های اولیه
ویتو بونونتره در اول ژانویه ۱۸۷۵ در شهر کاستلاماره دل گولفو در سیسیل متولد شد. در این شهر، خانواده او عضو یک کلان مافیایی بودند که از طریق اتحاد با خانواده ماگادینو در مقابل کلان مافیایی به رهبری خانواده بوچلاتو تشکیل شده بود. او درست پس از آغاز قرن بیستم به ایالات متحده مهاجرت کرد و در محله ویلیامزبورگ بروکلین ساکن شد. به زودی به عضویت باند مافیای محلی به رهبری نیکولو شیرو درآمد.

## رهبر "قاتلان خوب"

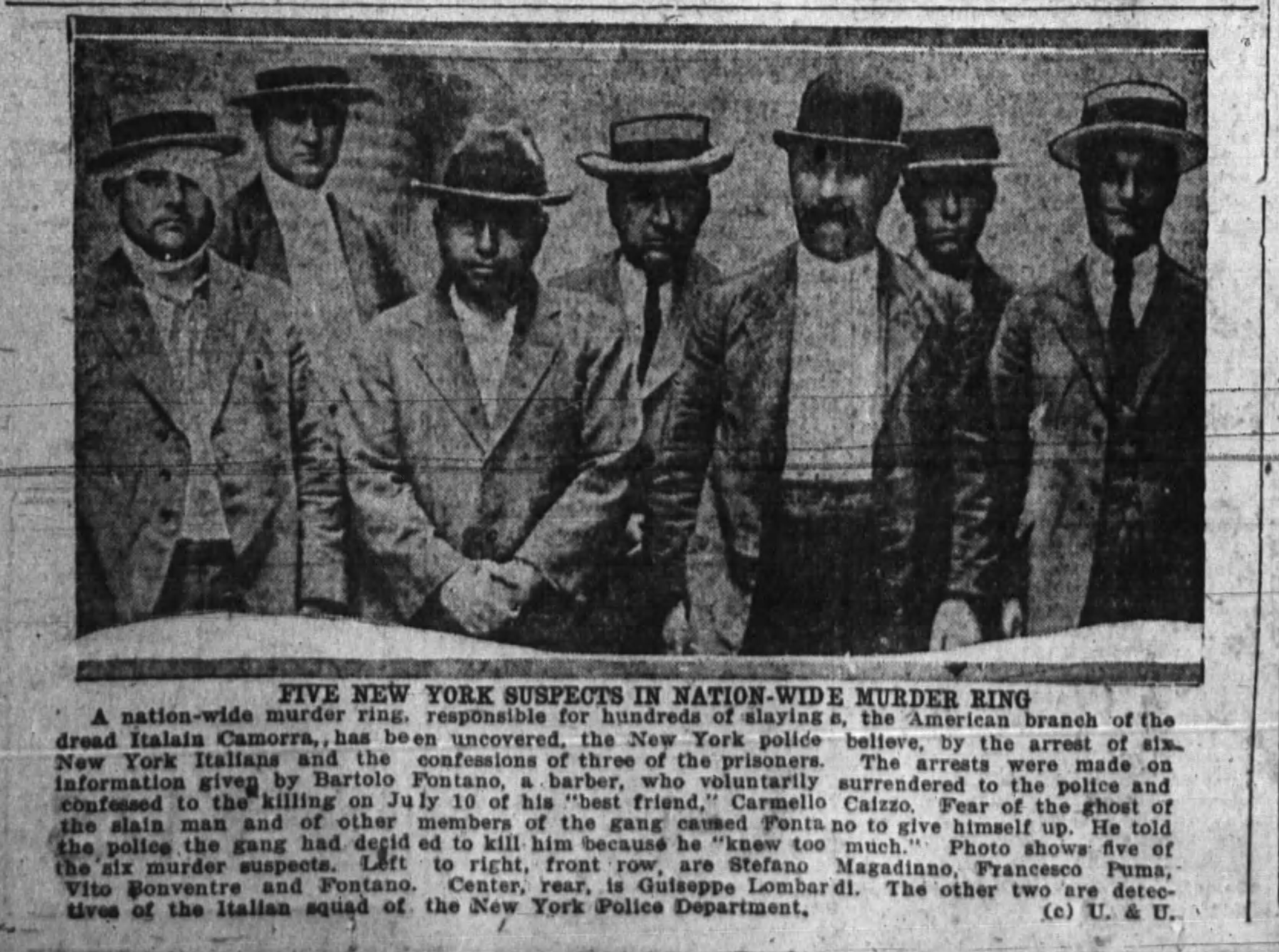

در ۱۶ آگوست ۱۹۲۱، بونونتره به همراه استفانو ماگادینو، فرانچسکو پوما، جوزپه لومباردی، ماریانو گالانته و بارتولومئو دی گرگوریو در نیویورک به اتهام قتل کامیلو کایوزو در نیوجرسی که چند هفته قبل رخ داده بود، دستگیر شدند. این دستگیری پس از اعتراف بارتولو فونتانا صورت گرفت.  
فونتانا این افراد را اعضای گروه "قاتلان خوب" معرفی کرد - گروهی از مافیوزهای اهل کاستلاماره دل گولفو با رهبری بونونتره. او ادعا کرد آنها دستور قتل کایوزو را به عنوان تلافی قتل برادر ماگادینو (پیرو) در سیسیل در سال ۱۹۱۶ صادر کرده بودند. فونتانا همچنین گفت "قاتلان خوب" مسئول حداقل ۱۶ قتل دیگر بوده‌اند.  
برخی از قربانیان نامبرده شده به خانواده رقیب بوچلاتو در کاستلاماره دل گولفو مرتبط بودند، از جمله سه برادر بوچلاتو در دیترویت (سالواتوره، فلیچه و جوزف) که بین سال‌های ۱۹۱۷-۱۹۱۹ کشته شدند و پسرعمویشان پیرو بوچلاتو که در ۱۹۱۷ به قتل رسید.  
پرونده دولت علیه "قاتلان خوب" تنها با شهادت فونتانا به شکست انجامید. فونتانا به جرم قتل کایوزو به زندان افتاد و بقیه آزاد شدند. ماگادینو که از این اتفاق وحشت زده شده بود، از شهر گریخت و در نهایت به رئیس مافیای بوفالو تبدیل شد. بونونتره در نیویورک ماند و به عنوان عضو ارشد باند شیرو به فعالیت ادامه داد. با شروع دوره ممنوعیت مشروبات الکلی، او به طور گسترده در قاچاق مشروبات دخیل شد.

## مرگ
در ماه‌های آغازین جنگ کاستلامارس، بونونتره به هدفی برای جو ماسریا تبدیل شد، چرا که اعضای اهل کاستلامارس در باند شیرو شروع به تهدید سلطه ماسریا بر باندهای مافیا کرده بودند. ماسریا شیرو را مجبور به پرداخت ۱۰٬۰۰۰ دلار و کناره‌گیری از ریاست باند کرد.  
در ۱۵ ژوئیه ۱۹۳۰، بونونتره در بیرون گاراژ خود مورد اصابت گلوله قرار گرفت و کشته شد. او در گورستان کالواری در وودساید، کویینز به خاک سپرده شده است.  